# Dome S102

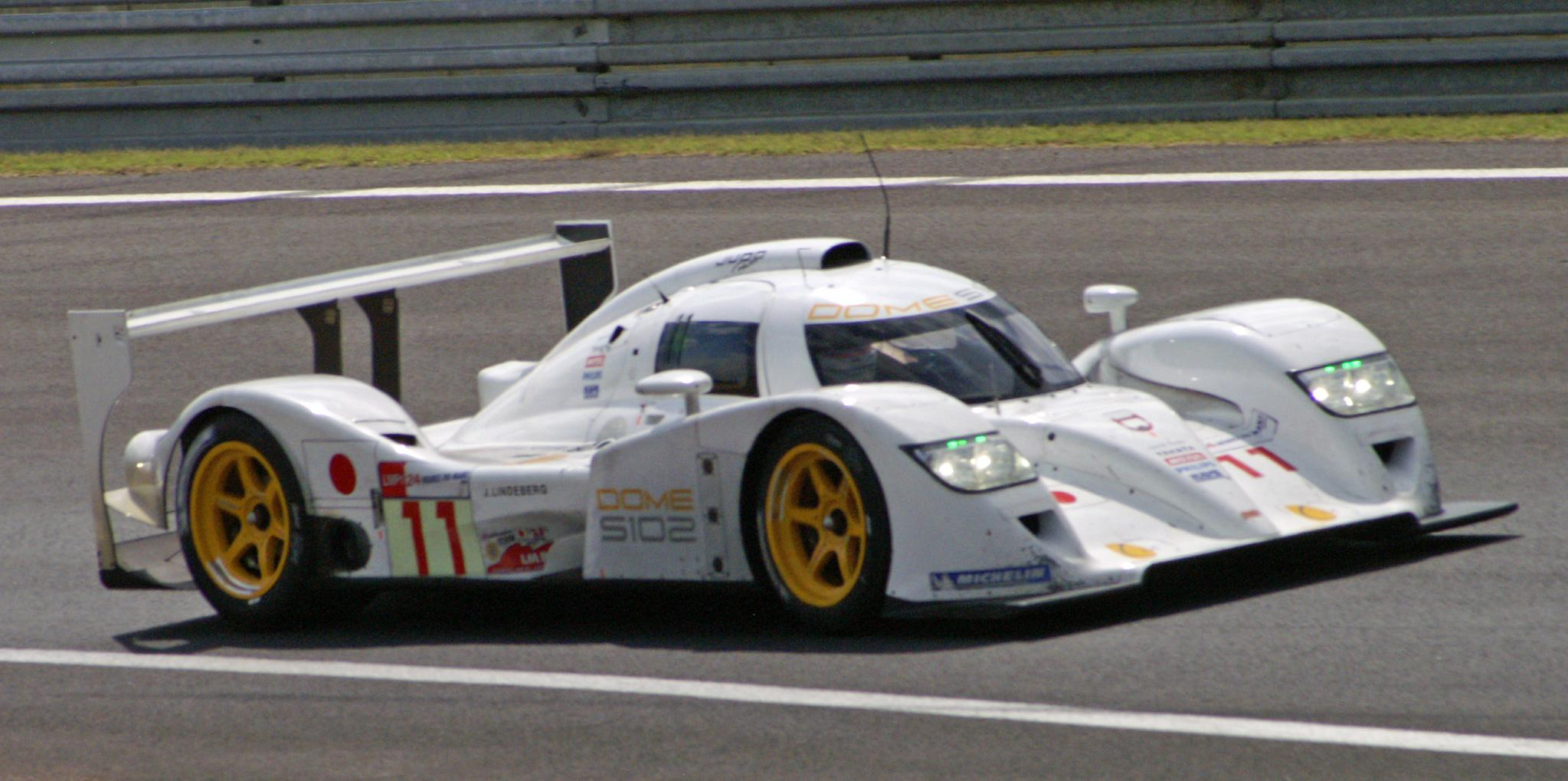
Dome S102 2008 in Le Mans

Der Dome S102 ist ein von Dome entwickelter geschlossener Le-Mans-Prototyp der Klasse LMP1, der seit 2008 bei Sportwagenrennen eingesetzt wird. Er ist Nachfolger des S101.5.
Das Fahrzeug debütierte bei den Vortests zu den 24 Stunden von Le Mans 2008, nachdem es erstmals Ende März getestet wurde. Aber schon vorher wurden Teile und Triebwerk in einem modifizierten S101.5 getestet.
In der Qualifikation für die 24 Stunden von Le Mans konnte mit Platz acht und der zweitschnellsten Zeit eines Benziners schon ein beachtlicher Erfolg gefeiert werden. Im Rennen war für die Fahrer Tatsuya Kataoka, Yūji Tachikawa und Daisuke Itō aufgrund vieler Probleme nur ein 33. und letzter Platz möglich. Der Renneinsatz oblag Dome selbst. Befeuert wurde das Fahrzeug von einem Judd GV5.5 S2-Motor mit 5,5 l Hubraum in V10-Bauweise. Dieser entwickelte etwa 470 kW (639 PS).
Für 2009 wurde angekündigt, dass der S102 mit einem Toyota-Hybridmotor nach Le Mans zurückkehren wird. Aus Budgetgründen wurde sowohl 2009 als auch 2010 auf einen Einsatz verzichtet und das Projekt eingestellt.